# Darryl Middleton
Darryl Bryan Middleton (Queens, Nueva York, 21 de julio de 1966) es un exjugador de baloncesto estadounidense nacionalizado español que jugó profesionalmente durante 27 años en diferentes ligas europeas, sobre todo en la liga ACB. Con 2,02 metros de estatura, jugaba en la posición de ala-pívot. Actualmente es entrenador asistente en el Bàsquet Girona.

## Biografía

### Inicios
Se formó en la Universidad de Baylor, con la que jugó la Liga Universitaria de Estados Unidos. En 1988 fue elegido por Atlanta Hawks en la tercera ronda del draft de la NBA (número 68), pero nunca llegó a jugar en la NBA. 

### Llegada a Europa y primera etapa en España
Emigró a Europa donde desarrolló toda su carrera profesional. Jugó primero en Turquía e Italia, pero fue en España donde, a lo largo de nueve temporadas, maduró como jugador y consiguió sus mayores éxitos. Allí ganó dos Ligas ACB con el FC Barcelona, y fue elegido mejor jugador de la Liga en tres temporadas.

### Grecia
En el año 2000, tras adquirir la nacionalidad española que le permitiría jugar como comunitario, con 34 años de edad fichó por el Panathinaikos BC de Atenas donde vivió una segunda juventud. Con el conjunto de Atenas jugó cuatro temporadas en las que ganó 2 Ligas y una Copa griega, así como la Euroliga de la temporada 2001-2002, el trofeo más importante de toda su carrera.

### Regreso a España
Después de jugar con el Dinamo de San Petersburgo de la liga rusa, en la temporada 2006-2007 el jugador volvió a España para jugar con el Akasvayu Girona de la liga ACB donde asumió desde el principio su rol de figura secundaria. Los problemas económicos llevaron al club al borde de la desaparición tras la conclusión de la temporada 2007-2008. Finalmente, tras la renuncia a la plaza ACB, el equipo se inscribió en la LEB Bronce y Middleton decidió permanecer en la plantilla del mismo para ayudar al club a acercarse al objetivo de volver a la ACB.
Tras jugar un año en LEB bronce, en la que su labor le permitió recibir ofertas de grandes clubes de Europa como el Panathinaikos o el Unicaja Málaga que el jugador rechazó para permanecer en Gerona, la temporada 2009/10 compitió en la LEB Oro con el Sant Josep que había adquirido los derechos para participar en la misma por la vía de los despachos. Esa temporada finalizó como líder en rebotes de la plantilla con 5,2 por choque y como segundo máximo anotador con 10,4 puntos. y en agosto de 2010 se anunció su renovación por una temporada más con el club catalán.
Sus números en liga LEB la temporada 2010/11 fueron de 8.3 puntos y 4.5 rebotes en los 25 partidos que disputó hasta que a mediados de marzo de 2011 se confirmó su regreso a la liga ACB tras su fichaje por el Power Electronics Valencia, donde llegó para suplir al lesionado James Augustine hasta el final de la campaña. Se convierte en el jugador más veterano, con 44 años, en disputar un partido en la liga ACB, detrás de él están Mike Higgins (43), Albert Oliver (43), Joan Creus (42),  Andre Turner (41), Bill Varner (41) y Larry Lewis (41).

## Un histórico de la liga ACB
Middleton finalizará su carrera como uno de los jugadores históricos de la liga ACB. Tras la conclusión de la temporada 2007-08 ya había superado dos de las marcas que le concedían tal consideración en puntos (6421, 9.º máximo anotador de toda la historia de la competición) y rebotes (2695, 8.º máximo reboteador de la historia).

## Clubes
- 1984-1988: Baylor University (NCAA),  Estados Unidos
- 1988-1989: Cukurova Estambul  Turquía
- 1989-1991: Teorema Tour Arese  Italia
- 1991-1992: Valvi Girona  España
- 1992-1994: Caja San Fernando  España
- 1994-1996: FC Barcelona  España
- 1996-1998: Valvi Girona  España
- 1998-1999: Club Joventut de Badalona  España
- 1999-2000: Casademont Girona  España
- 2000-2005: Panathinaikos BC  Grecia
- 2005-2006: Dínamo San Petersburgo  Rusia
- 2006-2008: Akasvayu Girona  España
- 2008-2011: CB Sant Josep Girona  España
- 2011: Power Electronics Valencia  España
- 2011-2012: CB Sant Josep Girona  España
- 2012-2013: Lucentum Alicante  España
- 2013-2014: Servigroup Benidorm  España

## Palmarés

### Títulos internacionales de club
- 1 Euroliga: 2001-2002, con el Panathinaikos BC Atenas.
- 1 Eurocopa de la FIBA: 2007 con el Akasvayu Girona

### Títulos nacionales de club
- 2 Ligas ACB: 1994-1995 y 1995-1996,  con el FC Barcelona.
- 4 Ligas de Grecia: 2001, 2003, 2004 y 2005, con el Panathinaikos BC Atenas.
- 2 Copa de Grecia: 2003 y 2005, con el Panathinaikos BC Atenas.

### Consideraciones personales
- 3 veces elegido Mejor jugador de la Liga ACB en las temporadas 1992, 1993 y 2000.